# 赵永恒
赵永恒（1964年2月—），男，河北张北人，中国天文学家，中国科学院国家天文台研究员，LAMOST项目总经理，现任中国天文学会常务理事。

## 外部連結
- Zhao Yongheng's Home Page （页面存档备份，存于）